# 天江三
天江三（蛇夫座θ，θ Oph）是蛇夫座的一颗三等星，距离地球约565光年，光谱型为B2。
天江三位于蛇夫的右脚，在1604年爆发的开普勒超新星西南不远处。 
天江三是一颗仙王β型变星，其光变周期为3小时22分。
根据比鲁尼的记载，19世纪欧洲学者认为天江三（蛇夫座θ）与蛇夫座ξ形成了粟特人所说的Wajrik，即“魔法师”，花剌子模语所说的Markhashik，即“被蛇咬的”；另外根据Robert Brown，天江三（蛇夫座θ）与蛇夫座η形成科普特语说的Tshiō，意为“蛇”、Aggia意为“魔法师”。